# Hemarthria stolonifera
Hemarthria stolonifera är en gräsart som beskrevs av Norman Loftus Bor. Hemarthria stolonifera ingår i släktet Hemarthria och familjen gräs. Inga underarter finns listade i Catalogue of Life.